# Nionde söndagen efter trefaldighet
Nionde söndagen efter trefaldighet är en av söndagarna i "kyrkans vardagstid".
Den infaller 17 veckor efter påskdagen. Den liturgiska färgen är grön.
Temat för dagens bibeltexter enligt evangelieboken är Goda förvaltare:, och en välkänd text är den ur Lukasevangeliet där Jesus påpekar att ingen kan tjäna två herrar:
Ni kan inte tjäna både Gud och Mammon.

## Svenska kyrkan

### Texter
Söndagens tema enligt 2003 års evangeliebok är Goda förvaltare. De bibeltexter som används för att belysa dagens tema är:
| Första årgången                                                                 | Andra årgången                                                        | Tredje årgången                                                | Psaltarpsalm |
| Första Moseboken 1:24-2:3 Första Petrusbrevet 4:7-11 Matteusevangeliet 25:14-30 | Ordspråksboken 3:27-32 Efesierbrevet 4:20-28 Lukasevangeliet 12:42-48 | Amos 8:4-7 Andra Timotheosbrevet 4:1-7 Lukasevangeliet 16:1-13 | Psaltaren 8  |

### Fotnoter
1. ↑  ”Nionde söndagen efter trefaldighet”. Svenska kyrkan. Arkiverad från originalet den 8 december 2015. https://web.archive.org/web/20151208100949/https://www.svenskakyrkan.se/troochandlighet/kyrkoarets-bibeltexter?helgdag=61. Läst 27 november 2015.
2. ↑   Den svenska psalmboken med tillägg. Stockholm: Verbum. 2005. sid. 1494–1498. Libris ht7wjxh8f3k4gcqk. ISBN 978-91-526-5515-3